# Nikita Koloff
Nelson Scott Simpson (Minneapolis, 9 de março de 1959) é um ex-lutador de wrestling profissional norte-americano, mais conhecido pelo ring name Nikita Koloff. Durante sua carreira utilizou a gimmick de um lutador soviético que contestava a superioridade norte-americana.

## Carreira
- Jim Crockett Promotions e World Championship Wrestling (1984-1989)
- American Wrestling Association (1989-1990)
- World Championship Wrestling (1991-1992)

## No wrestling
- Finishing moves
  - Russian Sickle[1] (Lariat)

- Signature moves
  - Bearhug

- Managers
  - Ivan Koloff
  - Pedro Biaggi

## Campeonatos e prêmios
- Jim Crockett Promotions
  - NWA National Heavyweight Championship (1 vez)[2] 1
  - NWA United States Heavyweight Championship (1 vez)[2]
  - NWA World Six-Man Tag Team Championship (1 vez)[3] - com Ivan Koloff e Krusher Khruschev, então com Koloff e Baron Von Raschke após a lesão de Kruschev.
  - NWA World Tag Team Championship (Mid-Atlantic version) (2 vezes)[2] - com Ivan Koloff
  - NWA World Television Championship (1 vez)[2]
  - UWF World Television Championship (1 vez)[2]2
  - Jim Crockett, Sr. Memorial Cup Tag Team Tournament (1987) com Dusty Rhodes
  - NWA Mid-Atlantic Heritage Championship (1 vez)[2]
- Pro Wrestling Illustrated
  - PWI Feud of the Year (1987)[4] The Super Powers e The Road Warriors vs. The Four Horsemen
  - PWI Most Inspirational Wrestler of the Year (1987)[5]
  - PWI ranked him # 64 of the 100 best tag teams of the PWI Years com Ivan Koloff em 2003.

- Wrestling Observer Newsletter awards
  - 5 Star Match (1992) com Dustin Rhodes, Sting, Ricky Steamboat e Barry Windham vs. Rick Rude, Steve Austin, Arn Anderson, Bobby Eaton,  & Larry Zbyszko (17 de maio WarGames match, WrestleWar)

1Koloff derrotou Wahoo McDaniel para unificar o NWA United States Heavyweight Championship. O título foi ganho após a Georgia Championship Wrestling ser adquirida pela Jim Crockett Promotions.

2Koloff derrotou Terry Taylor para unificar o NWA World Television Championship. O título foi ganho após Bill Watts vender a Universal Wrestling Federation para a Jim Crockett Promotions.